# Notre-Dame-de-l'Isle
Notre-Dame-de-l'Isle és un municipi francès situat al departament de l'Eure i a la regió de Normandia. L'any 2007 tenia 677 habitants.

## Demografia

### Població
El 2007 la població de fet de Notre-Dame-de-l'Isle era de 677 persones. Hi havia 239 famílies de les quals 32 eren unipersonals (8 homes vivint sols i 24 dones vivint soles), 69 parelles sense fills, 130 parelles amb fills i 8 famílies monoparentals amb fills.
La població ha evolucionat segons el següent gràfic:
Habitants censats

### Habitatges
El 2007 hi havia 289 habitatges, 239 eren l'habitatge principal de la família, 40 eren segones residències i 9 estaven desocupats. 275 eren cases i 9 eren apartaments. Dels 239 habitatges principals, 208 estaven ocupats pels seus propietaris, 24 estaven llogats i ocupats pels llogaters i 7 estaven cedits a títol gratuït; 1 tenia una cambra, 10 en tenien dues, 22 en tenien tres, 46 en tenien quatre i 160 en tenien cinc o més. 212 habitatges disposaven pel capbaix d'una plaça de pàrquing. A 79 habitatges hi havia un automòbil i a 149 n'hi havia dos o més.

### Piràmide de població
La piràmide de població per edats i sexe el 2009 era:
| Homes | Edats   | Dones |
| ----- | ------- | ----- |
| 0     | 95 o +  | 0     |
| 4     | 90 a 94 | 4     |
| 4     | 85 a 89 | 4     |
| 4     | 80 a 84 | 0     |
| 4     | 75 a 79 | 0     |
| 8     | 70 a 74 | 12    |
| 4     | 65 a 69 | 20    |
| 8     | 60 a 64 | 20    |
| 28    | 55 a 59 | 8     |
| 17    | 50 a 54 | 12    |
| 32    | 45 a 49 | 21    |
| 16    | 40 a 44 | 36    |
| 48    | 35 a 39 | 36    |
| 20    | 30 a 34 | 24    |
| 8     | 25 a 29 | 8     |
| 4     | 20 a 24 | 4     |
| 24    | 15 a 19 | 16    |
| 32    | 10 a 14 | 64    |
| 36    | 5 a 9   | 8     |
| 28    | 0 a 4   | 16    |

## Economia
El 2007 la població en edat de treballar era de 473 persones, 349 eren actives i 124 eren inactives. De les 349 persones actives 314 estaven ocupades (170 homes i 144 dones) i 35 estaven aturades (12 homes i 23 dones). De les 124 persones inactives 30 estaven jubilades, 60 estaven estudiant i 34 estaven classificades com a «altres inactius».

### Ingressos
El 2009 a Notre-Dame-de-l'Isle hi havia 244 unitats fiscals que integraven 695,5 persones, la mediana anual d'ingressos fiscals per persona era de 24.316 €.

### Activitats econòmiques
Dels 17 establiments que hi havia el 2007, 2 eren d'empreses extractives, 1 d'una empresa de fabricació d'altres productes industrials, 8 d'empreses de construcció, 1 d'una empresa de comerç i reparació d'automòbils, 1 d'una empresa d'hostatgeria i restauració, 2 d'empreses de serveis i 2 d'entitats de l'administració pública.
Dels 7 establiments de servei als particulars que hi havia el 2009, 1 era un paleta, 1 guixaire pintor, 1 fusteria, 3 lampisteries i 1 restaurant.
L'any 2000 a Notre-Dame-de-l'Isle hi havia 8 explotacions agrícoles.

## Equipaments sanitaris i escolars
El 2009 hi havia una escola elemental integrada dins d'un grup escolar amb les comunes properes formant una escola dispersa.

## Poblacions més properes
El següent diagrama mostra les poblacions més properes.